# Sigalegalephrynus mandailinguensis
Sigalegalephrynus mandailinguensis é uma espécie de anfíbio anuro da família Bufonidae. O seu estado de conservação ainda não foi avaliado pela Lista Vermelha da UICN. Está presente na Indonésia.